# الحامول (مركز)
مركز الحامول، مركز إداري مصري. يقع في شرق محافظة كفر الشيخ الواقعة أقصى شمال جمهورية مصر العربية. مدينة الحامول عاصمة المركز.